# Arcadia Planitia
Arcadia Planitia és una formació geològica de tipus planitia a la superfície de Mart, localitzada amb el sistema de coordenades planetocèntriques a 64.17 latitud N i 210.43 ° longitud E, que fa 2.245 km de diàmetre. El nom va ser aprovat per la UAI l'any 1973 i fa referència a una característica d'albedo localitzada a 45 latitud N i 120 ° longitud O.